# موسیقی گاسپل
موسیقی گاسپل (به انگلیسی: Gospel music) نوعی از موسیقی است که باورهای زندگی مذهبی مسیحیان موضوع اصلی آن است.